# Знаменское (Воскресенский район)
Зна́менское — село в Воскресенском районе Нижегородской области. Входит в состав Благовещенского сельсовета.

## География
Село расположено на правом берегу реки Ветлуга.

## Население
| 1999 | 2002 | 2010 |
| ---- | ---- | ---- |
| 18   | ↗29  | ↘19  |

## Улицы
В селе имеются две улицы: Набережная и Овражная. 

## Палеонтология
В районе села в отложениях раннего триасового периода (нижнеиндский подъярус) обнаружены ископаемые остатки темноспондильной амфибии Tupilakosaurus.